# Nižný Slavkov
Nižný Slavkov es un municipio del distrito de Sabinov en la región de Prešov, Eslovaquia, con una población estimada a final del año 2024 de 876 habitantes.
Se encuentra ubicado en el centro-oeste de la región, en el valle del río Torysa (cuenca hidrográfica del río Tisza).

## Demografía
| Año        | 1994 | 2004    | 2014    | 2024    |
| ---------- | ---- | ------- | ------- | ------- |
| Población  | 800  | 789     | 833     | 876     |
| Diferencia |      | −1,37 % | +5,57 % | +5,16 % |

| Año        | 2023 | 2024    |
| ---------- | ---- | ------- |
| Población  | 880  | 876     |
| Diferencia |      | −0,45 % |